# Ramón Bayeu
Ramón Bayeu y Subías (* 2. Dezember 1744 in Saragossa; † 1. März 1793 in Aranjuez) war ein spanischer Maler.

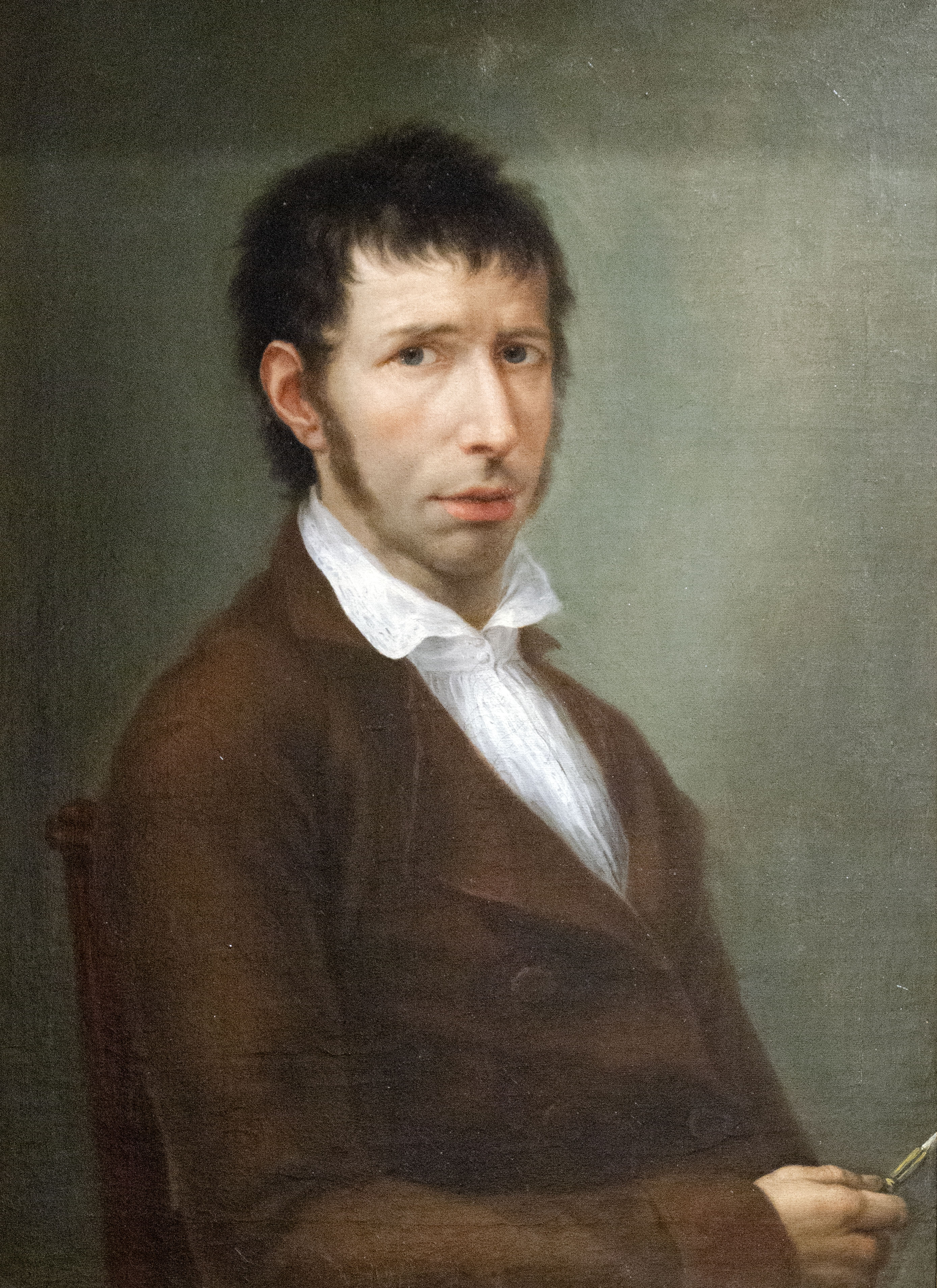
Selbstporträt, um 1790

Er war der Bruder des Malers Francisco Bayeu, mit dem er auch zusammenarbeitete, und des Malers Manuel Bayeu. Er gewann einen Preis an der Real Academia de Bellas Artes de San Fernando in Madrid und  reiste danach nach Italien.
Er malte Fresken für die Basílica de Nuestra Señora del Pilar, arbeitete für die königliche Gobelin-Fabrik, für die er Kartons als Vorlagen malte (mit Genreszenen, die heute im Prado sind), und fertigte Stiche nach berühmten Gemälden.
Francisco Goya war sein Schwager, mit dem er ebenfalls mehrfach zusammenarbeitete.

## Galerie

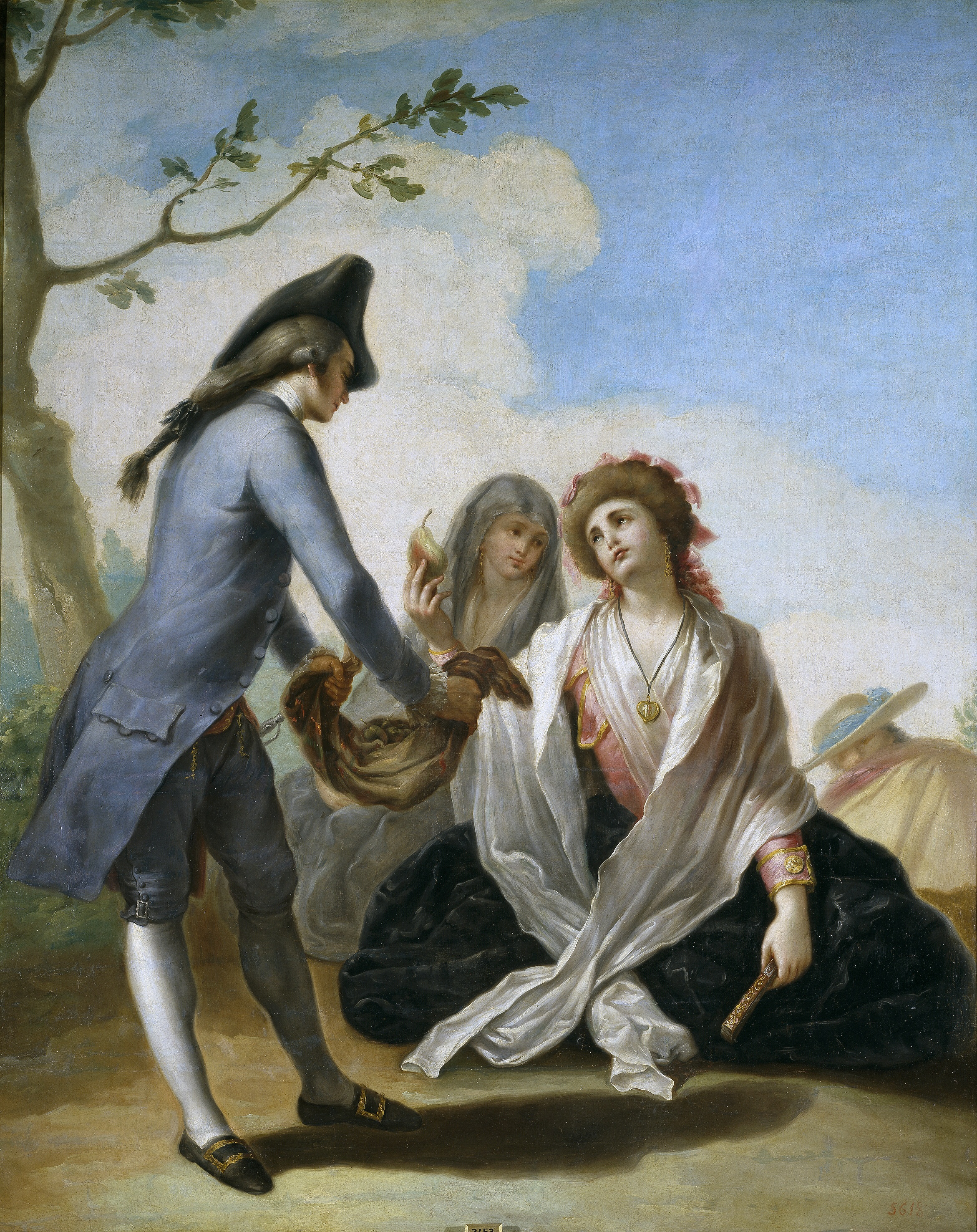
Ländliches Geschenk (Obsequio Campestre), um 1778, Prado
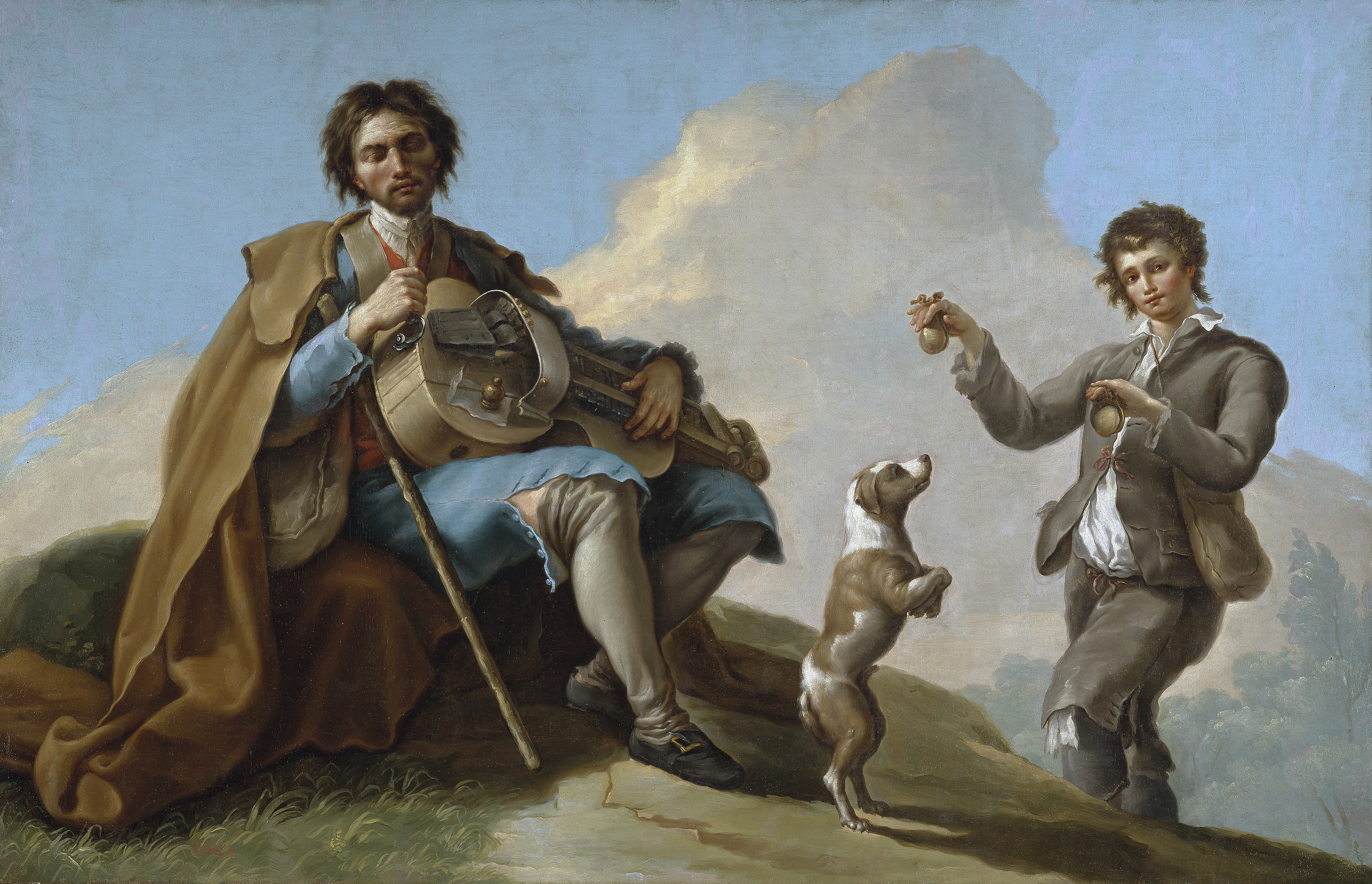
Der blinde Sänger, um 1786, Prado
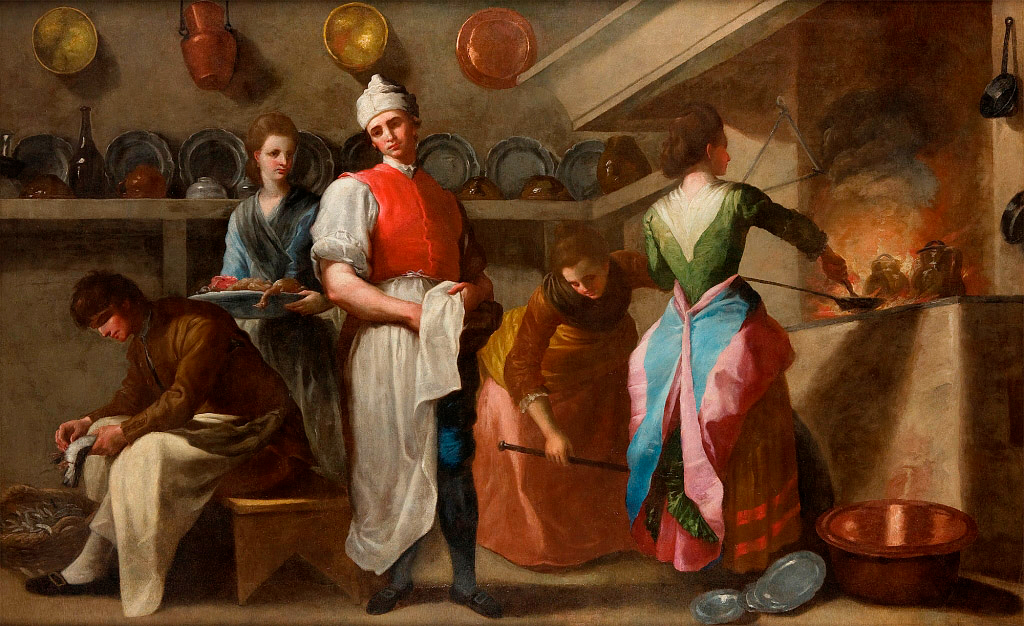
Die Küche, um 1780
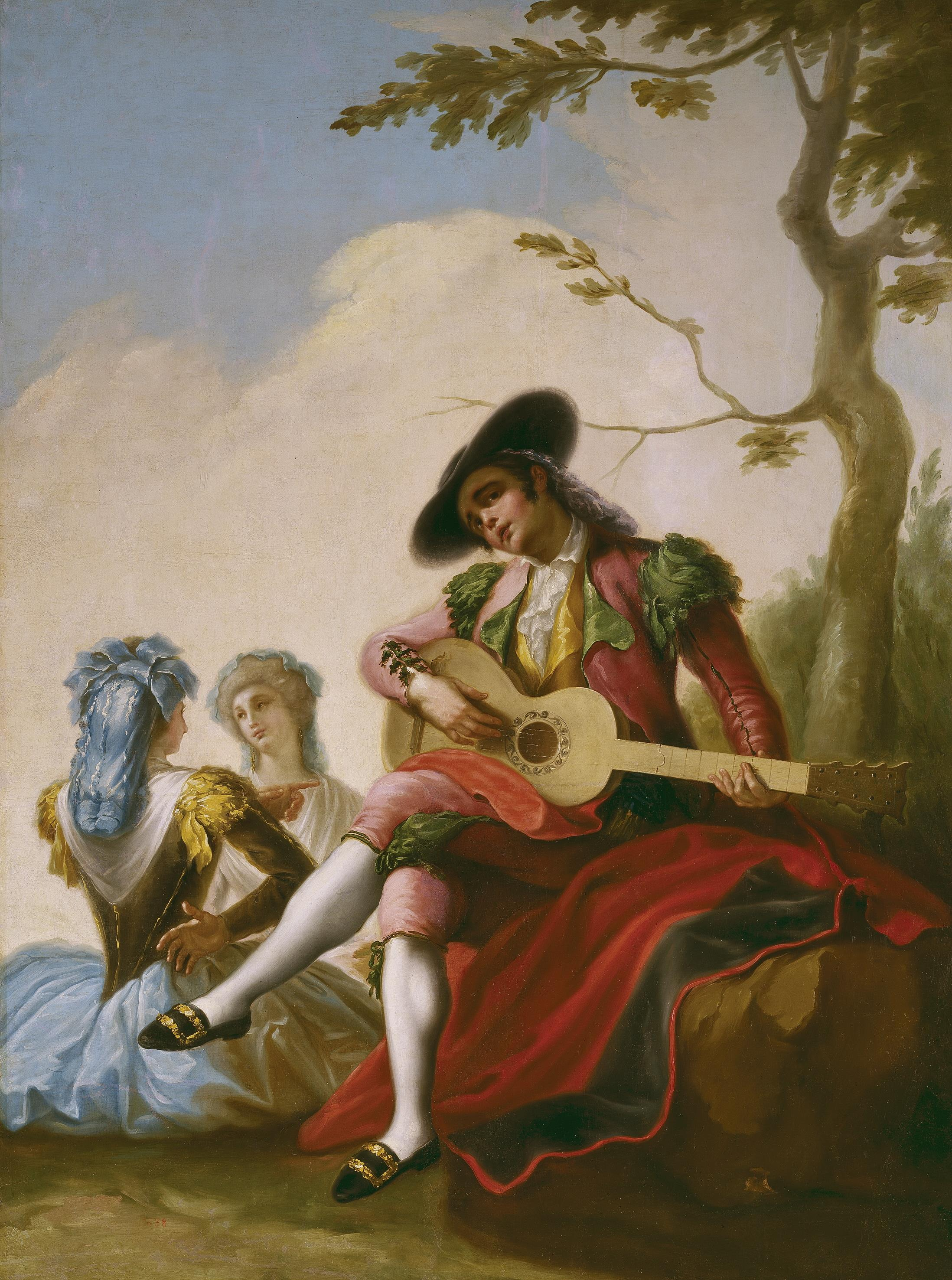
Der Gitarrenspieler (El Majo de la Guitarra), 1786, Prado
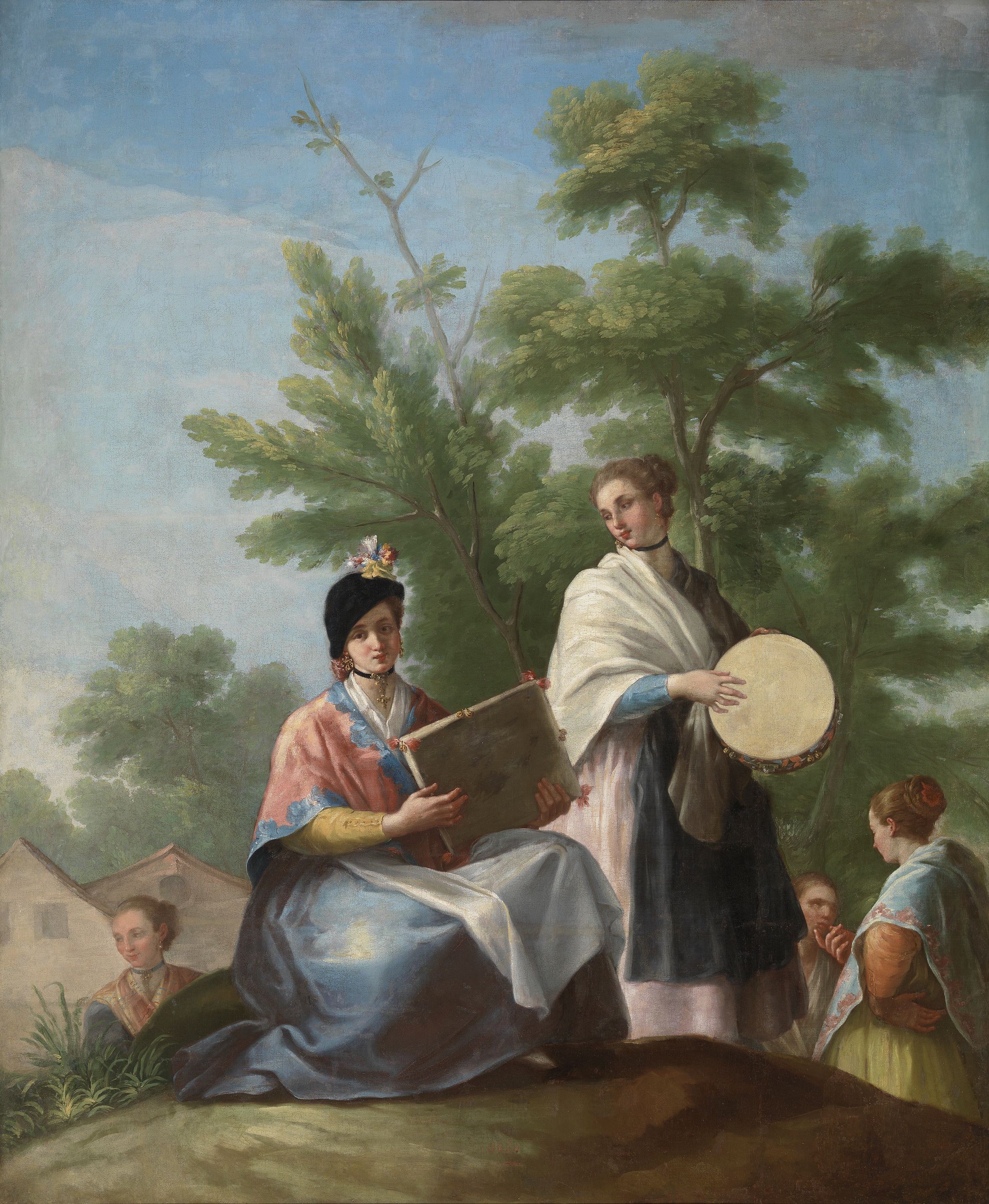
Tamburin spielende Mädchen (Mozas tocando el pandero), um 1777, Prado